# Das Spinnennetz (Raumschiff Enterprise)
Das Spinnennetz (Originaltitel: The Tholian Web) ist die neunte Episode der dritten Staffel der Science-Fiction-Fernsehserie Raumschiff Enterprise. Sie wurde in englischer Sprache erstmals am 15. November 1968 bei NBC ausgestrahlt. In Deutschland war sie zum ersten Mal am 17. Juni 1972 in einer synchronisierten Fassung im ZDF zu sehen.

## Handlung
Im Jahr 2268 bei Sternzeit 5693,2 sucht die Enterprise nach ihrem vor drei Wochen in einem unerforschten Teil des Weltraums verschwundenen Schwesterschiff Defiant. Die Besatzung entdeckt ein Objekt, bei dem es sich um das Schiff zu handeln scheint. Es ist zwar sichtbar, kann aber von den Sensoren nicht erfasst werden. Captain Kirk stellt ein Außenteam zusammen. Er, der erste Offizier Spock, Schiffsarzt McCoy und Fähnrich Chekov beamen in Raumanzügen auf die Brücke der Defiant. Dort finden sie alle anwesenden Crewmitglieder tot vor. Auch im Rest des Schiffs sind keine Lebenszeichen mehr festzustellen und es scheint, als hätte sich die gesamte Besatzung gegenseitig umgebracht. Plötzlich bekommt Chekov einen Schwindelanfall und McCoy findet einen Toten, der halb durchsichtig ist und durch den er hindurchgreifen kann. Die Defiant ist offenbar im Begriff sich aufzulösen und Kirk befiehlt die Rückkehr zur Enterprise. Der Transport gestaltet sich unerwartet schwierig und nur Spock, McCoy und Chekov können auf die Enterprise zurückgebeamt werden. Unmittelbar darauf verschwindet die Defiant und mit ihr Kirk.
Zurück auf der Enterprise stellt Spock fest, dass der Raum in diesem Gebiet Risse aufweist und Kirk wohl in ein anderes Universum versetzt wurde. Er berechnet, dass sich in zwei Stunden erneut ein Riss öffnen wird und sich dann eine Möglichkeit ergibt, den Captain zu retten. Die Enterprise darf aber keine Energie aussenden, sonst wird der Riss zerstört und Kirk ist verloren. Während Spocks Erklärung bekommt Chekov einen Wutanfall und greift ihn an. Offensichtlich leidet die Crew der Enterprise nun unter demselben Zustand wie die der Defiant. Nun taucht ein unbekanntes Schiff auf und dessen Kommandant Loskene erklärt, die Enterprise befinde sich im Gebiet der „Tholianischen Versammlung“ und müsse sofort abdrehen. Als Spock die Situation erklärt, ist Loskene bereit, bis zum nächsten errechneten Erscheinen der Defiant zu warten.
Nach zwei Stunden taucht die Defiant nicht auf. Offenbar wurde der Übergang zum anderen Universum durch die Anwesenheit des Tholianer-Schiffs beschädigt. McCoy findet heraus, dass die Wutanfälle der Crew durch die Auswirkungen des hiesigen Raums auf das menschliche Nervensystem verursacht werden. Nach Ablauf der gesetzten Frist feuert das tholianische Schiff auf die Enterprise. Diese kann sich zur Wehr setzen, erleidet aber erhebliche Beschädigungen. Ein zweites tholianisches Schiff taucht auf und beide beginnen, ein Netz aus Energiestrahlen um die Enterprise zu weben. Spock stellt fest, dass die Enterprise nicht mehr entkommen kann, wenn das Netz einmal fertig ist.
Während die Reparaturen laufen, forscht McCoy an einem Heilmittel und Spock hält eine kurze Gedenkfeier für den nun verloren geglaubten Kirk ab. Danach kommt es zum Streit zwischen McCoy und Spock. McCoy wirft Spock vor, durch den Angriff auf die Tholianer Kirks Leben leichtfertig aufs Spiel gesetzt zu haben, um selbst das Kommando übernehmen zu können. Sie sehen sich daraufhin eine Videobotschaft an, die Kirk für den Fall seines Todes für die beiden aufgezeichnet hat. In dieser ruft er beide zur Zusammenarbeit auf und schließlich entschuldigt sich McCoy bei Spock.
Etwas später sieht Lieutenant Uhura Kirk in einem Spiegel. Sie erzählt es McCoy, doch dieser glaubt, sie halluziniere und bringt sie auf die Krankenstation. Währenddessen häufen sich die Wutausbrüche unter der Enterprise-Besatzung. Später haben auch Chefingenieur Scott und die Brückencrew Erscheinungen von Kirk. Spock kann nun das nächste Auftauchen von Kirk berechnen und McCoy findet ein Heilmittel für die Besatzung. Kirk taucht im Weltall vor der Enterprise auf und wird mit dem Transporterstrahl erfasst. Gleichzeitig vollenden die Tholianer ihr Netz, erzielen aber nicht die erhoffte Wirkung. Stattdessen wirkt die nun freiwerdende Energie so auf den instabilen Raum, dass die Enterprise gemeinsam mit Kirk aus dem Netz herausgeschleudert wird und entkommen kann. Zurück auf der Brücke erkundigt sich Kirk, ob seine Videobotschaft nützlich für Spock und McCoy gewesen sei, doch beide behaupten, sie seien viel zu beschäftigt gewesen, um sie sich anzuschauen.

## Verbindungen zu anderen Star-Trek-Produktionen
Chekov fragt Spock in der Folge Das Spinnennetz, ob es schon einmal eine Meuterei auf einem Raumschiff gegeben hat. Spock antwortet, dass es keinerlei Aufzeichnungen über ein solches Ereignis gibt. In der später gedrehten, aber vor den Ereignissen der Folge Das Spinnennetz spielenden ersten Staffel der Serie Star Trek: Discovery wird Spocks Adoptivschwester Michael Burnham wegen Meuterei zu lebenslanger Haft verurteilt.
Einige Elemente aus dieser Folge wurden in späteren Star-Trek-Produktionen wieder aufgegriffen:
- In Gefährlicher Tausch, der letzten Folge von Raumschiff Enterprise, nimmt Kirk noch einmal Bezug auf die Ereignisse von Das Spinnennetz.
- In den Serien Raumschiff Enterprise – Das nächste Jahrhundert und Star Trek: Deep Space Nine sowie im Film Star Trek: Nemesis werden die Tholianer mehrfach erwähnt.
- In der Serie Star Trek: Enterprise treten in Folge 2.16 (Die Zukunft) von 2003 erstmals seit Das Spinnenetz wieder tholianische Raumschiffe auf. Die Doppelfolge 4.18–19 (Die dunkle Seite des Spiegels) von 2005 stellt eine direkte Fortsetzung von Das Spinnennetz dar. Hier wird etabliert, dass es sich bei dem Parallelraum, in den die Defiant verschwindet, um das Spiegeluniversum handelt, das in der Raumschiff-Enterprise-Folge Ein Parallel-Universum eingeführt wurde. Zugleich wurde das Schiff um etwa 113 Jahre in die Vergangenheit versetzt. Weiterhin ist in Die dunkle Seite des Spiegels ein computeranimierter Tholianer zu sehen.
- In Folge 1.10 (Nur wegen Dir) der Serie Star Trek: Discovery von 2018 erfährt die Crew der Discovery nach einer Reise ins Spiegeluniversum vom Schicksal der Defiant.
- In der Short Treks-Folge 2.03 (Ask Not) von 2019 wird ein Angriff der Tholianer simuliert. In Folge 2.04 (Ephraim and Dot) ist eine animierte Version der Flucht der Enterprise aus dem tholianischen Netz zu sehen.
- In der animierten Serie Star Trek: Lower Decks gibt es in der 2021 ausgestrahlten Episode Ich, Excretus eine (nicht gezeigte) Holodeck-Simulation mit dem Namen „The Tholian Web“.
- In Folge 1.07 (Die heitere Sturmböe) der Serie Star Trek: Strange New Worlds von 2022 wird von Piraten eine Falle verwendet, die optisch eine große Ähnlichkeit mit dem tholianischen Netz hat.

## Produktion

### Drehbuch
Judy Burns und ihr Ehemann Chet Richards verwendeten das Honorar, das sie für ihr Drehbuch erhielten, für eine Studienreise nach Afrika. Der ursprüngliche Entwurf sah vor, dass die Enterprise auf Geister trifft, die durchs All schweben. Da aber alle Folgen gemäß den Vorgaben von Gene Roddenberry eine wissenschaftliche Grundlage haben sollten, erfand Burns stattdessen einen interdimensionalen Riss. Kleinere Änderungen betrafen die Namen Defiant und Loskene (ursprünglich Scimitar und LoCene) sowie die Raumanzüge, bei denen es sich ursprünglich um Lebenserhaltungsschilde handeln sollte (ein ähnliches Konzept wurde später in der Zeichentrickserie Die Enterprise mit den Lebenserhaltungsgürteln umgesetzt).

### Regie und Kamera
Für die Folge wurde ursprünglich Ralph Senensky als Regisseur verpflichtet. Da er aber mit den Dreharbeiten um einen halben Tag in Verzug geriet, wurde er am vierten Drehtag durch Herb Wallerstein ersetzt. In den Credits wurde ausschließlich Wallerstein als Regisseur genannt. Senenskys Beiträge zu dieser Folge beinhalteten unter anderem den Einsatz eines Fischaugenobjektivs für eine Einsteillung aus der Perspektive des wahnsinnig gewordenen Chekov. Den gleichen Effekt hatte Senensky bereits früher in der Folge Die fremde Materie angewendet.
Ab dieser Folge arbeitete Al Francis als bildgestaltender Kameramann (Director of Photography) von Raumschiff Enterprise, nachdem Gerald Finnerman die Serie verlassen hatte. Francis hatte zuvor als Kameramann unter Finnermans künstlerischer Leitung gearbeitet.

### Kostüme und Requisiten
Dies ist die erste Folge von Raumschiff Enterprise, in der Raumanzüge vorkommen. Sie wurden von Kostümbildner William Ware Theiss entworfen. Für die Visiere der Helme verwendete Theiss anstelle von Glas oder Plexiglas Netzstoff, um Reflexionen zu vermeiden. Bei der damaligen Bildqualität des NTSC-Verfahrens ließ sich dadurch tatsächlich der Effekt einer transparenten Fläche erzeugen. In der hochauflösenden Version, die erstmals 2004 auf DVD erschien, ist der Stoff aber deutlich als solcher zu erkennen. Diese Raumanzüge wurden später noch einmal in der Folge Wen die Götter zerstören verwendet. In der Folge Implosion in der Spirale aus der ersten Staffel waren bereits Schutzanzüge zu sehen. Raumanzüge kamen in den folgenden Jahren zuerst nur in mehreren Spielfilmen vor, während in den Serien zunächst weitgehend auf ihren Einsatz verzichtet wurde. Erst in Star Trek: Raumschiff Voyager und den späteren Serien wurden sie wieder häufiger verwendet.
Der Tholianer Loskene wurde durch eine optisch verfremdete Puppe dargestellt, die von Mike Minor entworfen wurde. Barbara Babcock lieh der Figur ihre Stimme, erhielt hierfür aber keine Nennung in den Credits.

## Adaptionen
James Blish schrieb eine Textfassung von Das Spinnennetz, die auf Englisch erstmals 1972 in der Geschichtensammlung Star Trek 5 erschien. Die deutsche Übersetzung erschien 1972.

## Rezeption
Die Folge wurde 1969 für einen Emmy in der Kategorie „Herausragende visuelle Spezialeffekte“ („Outstanding Special Photographic Effects“) nominiert.
Gerry W. Beyer von der Texas Tech University School of Law bezeichnete 2010 Kirks Videobotschaft an Spock und McCoy als eines der frühesten Beispiele für ein „Video-Testament“.
Sven Harvey zählte Das Spinnennetz 2015 auf der Website Den of Geek als eine der 25 besten Folgen der beiden Serien Raumschiff Enterprise und Die Enterprise.
David Morgan führte Das Spinnennetz 2016 auf cbsnews.com als eine der besten Folgen von Raumschiff Enterprise auf.
Aaron Couch und Graeme McMillan erstellten 2016 anlässlich des 50-jährigen Jubiläums von Star Trek in Zusammenarbeit mit verschiedenen Beteiligten aus dem Franchise für den Hollywood Reporter eine Liste der 100 besten bis dahin ausgestrahlten Folgen. Das Spinnennetz wurde hierbei auf Platz 75 gewählt.
Juliette Harrisson empfahl Das Spinnennetz 2018 auf der Website Den of Geek als eine der Folgen, die man gesehen haben sollte, wenn man die Grundlagen von Star Trek verstehen möchte.
Christian Blauvelt listete Das Spinnennetz 2022 auf hollywood.com in einem Ranking aller 79 Raumschiff-Enterprise-Folgen auf Platz 23.

## Parodien und Anspielungen
In Folge 1.06 (Die Zeitungsente) der Sitcom Mork vom Ork von 1978 trägt Fred (Conrad Janis) einen Raumanzug-Helm aus Das Spinnennetz.
1996/97 wurde die Bezeichnung „Tholian Web“ von Ermittlern des United States Customs Service für ein Programm verwendet, bei dem Besitzer von kinderpornografischen Inhalten in Gesprächen im Internet zu illegalen Handlungen verleitet werden sollten. Das Programm führte zu Hunderten von Strafverfolgungen.
In der Zeichentrickserie Futurama gibt es in Folge 4.09 (Die Quelle des Alterns) von 2003 ein Buch namens A Child's Garden of Space Legends, das unter anderem die Geschichte Charlotte's Tholian Web enthält.
In Folge 3.08 (Überdosis) der Krimiserie Perception von 2014 trägt ein SUV das Nummernschild „NCC-1764“. Dies ist eine Anspielung auf die Registriernummer der USS Defiant aus Das Spinnennetz.
In der Fanserie Star Trek Continues wird die Geschichte aus Das Spinnennetz in der Folge Still Treads the Shadow von 2017 fortgesetzt.
Im Film Please Stand By von 2017 schaut sich Protagonistin Wendy (Dakota Fanning) die Folge Das Spinnennetz im Fernsehen an.